# 6529 Rhoads
6529 Rhoads (1993 XR2) là một tiểu hành tinh vành đai chính được phát hiện ngày 14 tháng 12 năm 1993 by ở.